# Српски оперски композитори
Историја класичне музике у Србији је релативно кратка, и почиње тек половином XIX века. Ипак, још је Јован Стерија Поповић размишљао о првој националној опери и чак је почео да ради на либрету за оперу коју је назвао „Постанак србског царства“, али никада није завршио рад на њему. Разлог њеном појављивању тако касно у односу на остали део Европе вероватно лежи у чињеници да је Србија била под турском влашћу веома дуго, те да се успела ослободити тог утицаја врло касно. Многе европске земље су поседовале дугу музичку традицију. Чак и када су се појавили српски композитори, они су се сви школовали у европским музичким центрима (Будимпешта, Беч, Лајпциг, Рим, Париз). У оперској музици је дошло до појаве најпре краћих опера које су све биле националног карактера, везане за време проведено под турцима.
Прву српску оперу, додуше аматерску, извело је Српско певачко друштво из Беле Цркве (Банат) први пут 1880. године у Новом Саду. Била је то опера у једном чину „Милош Обилић”, коју је написао професионални војник и музички посвећеник Сима Мичин (1843—1904), тадашњи председник Друштва. Иста опера је изведена и 1883. године у Темишвару, али у два чина. Критика је оперу окарактерисала као дилетантску, али ипак је то пионирски покушај да се крене и у том правцу музичке уметности у Србији.
Прва „права“ опера у Србији је „На уранку” Станислава Биничког праизведена 1903. године. Партитура и већи део оркестарског материјала ове опере је изгубљен у бомбардовању Београда 1941, али је на основу фрагмената, одређених снимака и сећања, као и на основу клавирског извода оперу обновио и поново оркестрирао диригент Ангел Шурев. И следећа изведена опера, иако је између написано још неколико, је била Бајићев „Кнез Иво од Семберије”. Почињу да се пишу и опере везане за књижевна дела домаћих аутора, као што су „Кнез од Зете” (Коњовић према Лази Костићу), „Сутон” (Христић према Иви Војновићу) или „Покондирена тиква“ (Логар према Стерији).
Тек много касније, претежно после II Светског рата настају и дела која нису везана за историју и традицију балканског полуострва, као што је опера Гилгамеш Рудолфа Бручија која је постављена у Српском народном позоришту '80-их година XX века, а извођена чак и у Багдаду и Вавилону пред хиљадама гледалаца.

## Композитори и њихова дела
- Исидор Бајић
  - „Кнез Иво од Семберије” (1911)
- Станислав Бинички
  - „На уранку” (1903)
- Рудолф Бручи (Rudolph Brucci)
  - „Гилгамеш” (1986)
  - „Прометеј” (1981)
- Петар Коњовић
  - „Женидба Милоша Обилића / Вилин вео” (1917/1922)
  - „Кнез од Зете” (1927/1946)
  - „Коштана” (1931/1940/1948)
  - „Сељаци” (1951)
  - „Отаџбина (недовршена)” (1960)
- Миховил Логар
  - „Кир Јања“ (1934, никад изведена, сав нотни материјал изгорео у бомбардовању Београда 1941)
  - „Саблазан у долини Штенфлоријанској” (1938)
  - „Златна рибица” (1938)
  - „Покондирена тиква” (1956)
  - „Четрдесет прва” (1959)
  - „Паштровски витез” (1976)
- Светомир Настасијевић
  - „Ђурађ Бранковић”
  - „Међулушко благо”
  - „Антигона”
  - „Први устанак” (1954)
- Станојло Рајичић
  - „Симонида”
  - „Карађорђе”
  - „Дневник једног лудака”
  - „Беле ноћи”
- Петар Стојановић
  - „Тигар” (1905)
  - „Љубавници на крову”
  - „Војвода од Рајхштата”
  - „Блаженкина заклетва”
- Стеван Христић
  - „Сутон” (1925)
- Мирослав Штаткић
  - „Ленка Дунђерска”
  - „Теодора”
  - „Бој на Косову”